# Vascostylis
×Vascostylis, viết tắt Vasco. trong thương mại cây cảnh, là một chi lan lai tạo giữa các chi Ascocentrum, Rhynchostylis và Vanda (Asctm. × Rhy. × V.).

## Hình ảnh

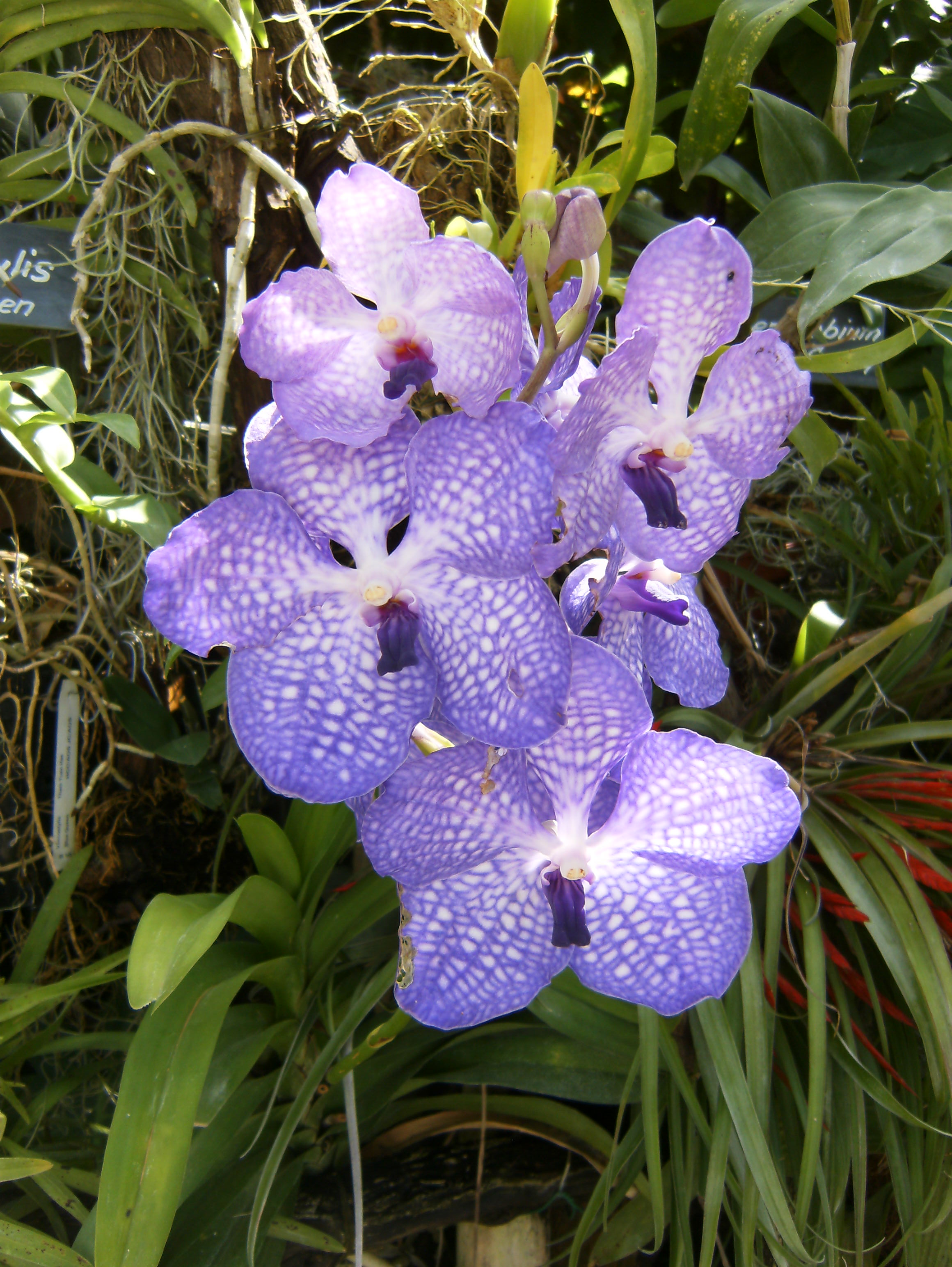